# 石達開

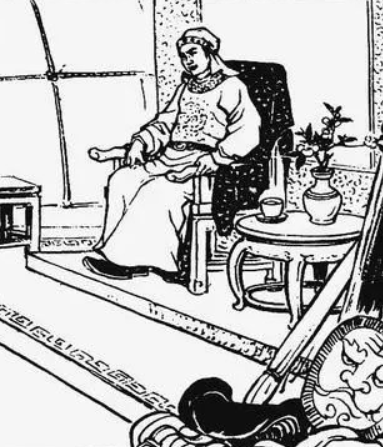
連環画「韓宝英」の石達開の肖像画

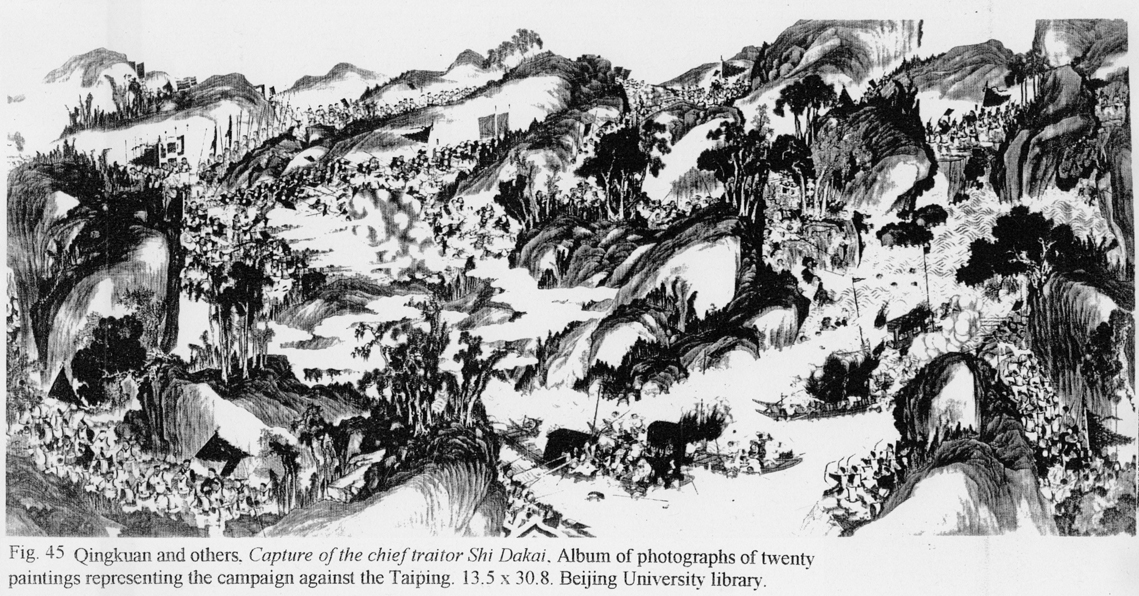
捕えられた石達開

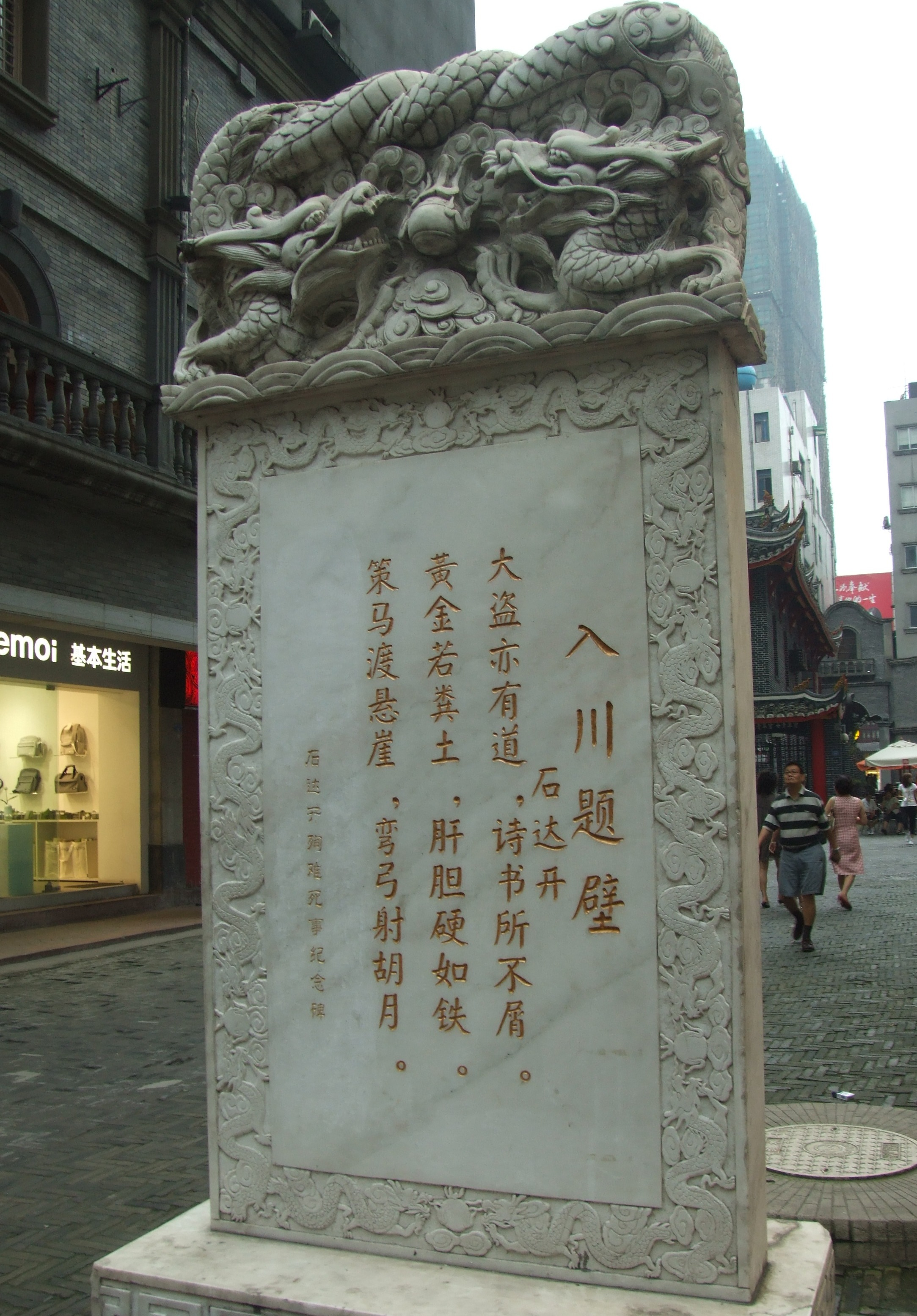
石達開の記念碑（成都）

石 達開（せき たつかい、Shí Dákāi、1831年 - 1863年6月25日）は、太平天国の指導者の一人。天王洪秀全から翼王に封ぜられ、五千歳と称した。
広西省潯州府貴県出身。チワン族との説もある。洪秀全が開いたキリスト教秘密結社拝上帝会に加入。1851年に金田蜂起がおこると左軍主将となり、翼王に封ぜられ、各地で戦功をたてた。
1853年の西征開始後、安徽省で政務にあたった。石達開は天朝田畝制度による土地改革を行う条件が整っていないと判断し、「旧に照らして徴税する」、すなわち従来通り地主が小作人から小作料を徴収して政府が地主から徴税を行うという政策をとった。これを「安慶改制」といい、その後の太平天国の占領地での基本方針となった。もっとも小作人の抗租運動について放置したため、地主は小作料を上げることができず、小作人の負担は軽減された。
1855年、江西省で曽国藩率いる湘軍に勝利をおさめ、南昌をのぞく江西省全域を占領した。
1856年、天京（南京）で北王韋昌輝が東王楊秀清の一党2万人を殺害したことを石達開が責めると、韋昌輝は石達開の家族を殺害した。石達開が城外に逃れて兵を集め、韋昌輝討伐を開始すると、洪秀全は韋昌輝を殺害した。この天京事変の結果、太平天国の官僚たちは石達開が政務を執ることを期待したが、洪秀全は石達開を疑い、兄の洪仁発・洪仁達を登用して牽制した。不安を感じた石達開は1857年に天京から離脱し、江西省・湖南省・広西省を転戦した。
石達開は四川省を根拠地にしようと考えていたが、彼の軍の中には天京に帰ることを望む者もいた。1860年、部将の彭大順・朱衣点らは天京への帰還を主張したが、石達開が聴かなかったため、彭大順・朱衣点・吉慶元は自分の部隊を率いて天京に出発した。この部隊は途中で清軍の攻撃を受けて、彭大順は戦死したが、朱衣点・吉慶元の部隊20万人は江西省で太平天国軍と合流した。
部隊の多くが離脱した後、石達開は広西省で数万人の兵を集め、1861年、10万余りの兵を率いて湖南省・湖北省を経て四川省東部に入った。四川の南方から長江を北上しようと何度も攻撃したが、清軍に阻まれた。そのため頼裕新に北上を、李福猷に東進を命じて清軍の兵力を分散させる作戦をとった。しかし1863年5月、大渡河で渡河に失敗し、清軍に退路を断たれ、20日余り包囲された。糧食が尽き、包囲の突破にも失敗して兵力を失ったため、6月13日に部下の命と引き換えに四川総督駱秉章に降伏し、部将の曽仕和・黄再忠・韋普成とともに成都で凌遅刑で処刑された。兵のうち、老弱の者と新兵は解散させられたが、二千人が殺害された。